# 11821 Coleman
11821 Coleman eller 1981 EG44 är en asteroid i huvudbältet som upptäcktes den 6 mars 1981 av den amerikanska astronomen Schelte J. Bus vid Siding Spring-observatoriet. Den är uppkallad efter Paul Henry Ikaika Coleman.
Asteroiden har en diameter på ungefär 7 kilometer och den tillhör asteroidgruppen Eos.